# مقط
المِقَطّ أو المِقطة هو قطعة صلبة من العاج أو الصدف أو النحاس، يستخدمه الورّاقِون يقطون عليه أَطراف الأَقلام، وقد يكون قرصًا خشبيًا يوضع عليه القلم يسمح باستواء القلب فيقطع بجلاء الأطراف على زاوية لها أهميتها الخاصة عند الخطاطين، حيث توجد برية وسمك محدد لسن القلم لكل نوع من الخطوط، فقلم النسخ غير الكوفي غير الثلث غير الفارسي.